# John Bell (Schauspieler, 1997)

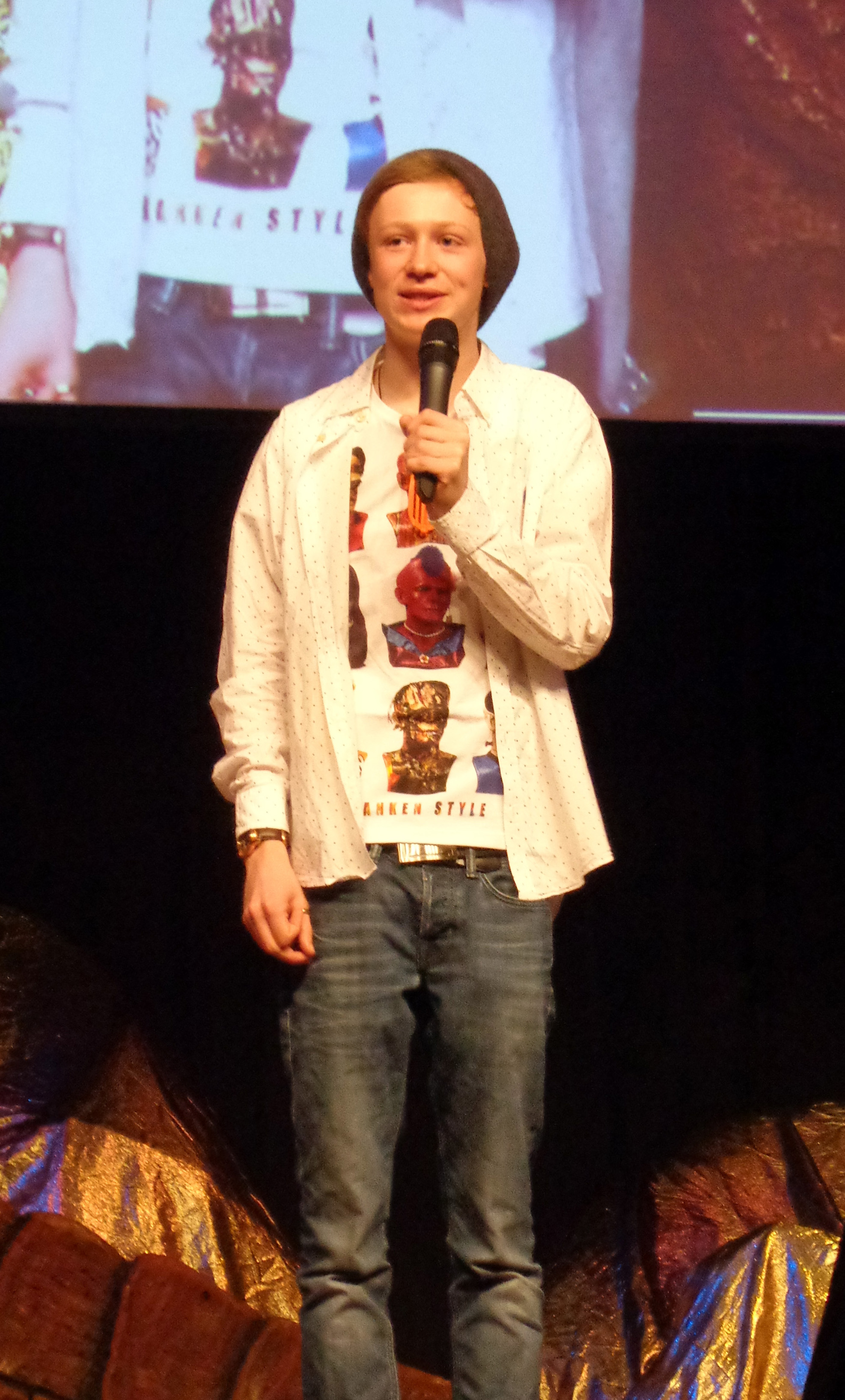
Bell auf der Hobbitcon III-Convention in Bonn am 5. April 2015

John Bell (* 20. Oktober 1997 in Paisley, Schottland) ist ein schottischer Schauspieler.

## Leben
Seit dem 6. Lebensjahr besucht er Schauspielunterricht. Bell begann im Alter von sieben Jahren in Glasgow mit dem Theaterspielen. Nach einer kleinen Rolle als Creet 2007 in der Doctor-Who-Folge Utopia spielte er seine erste Kinorolle 2009 in dem Film A Shine of Rainbows. Nachdem John Bell in verschiedenen Fernsehfilmen und Serien mitspielte, übernahm er Rollen in den beiden 2012 erschienenen Filmen Zorn der Titanen und Battleship. Er besucht das Royal Conservatoire of Scotland. In Der Hobbit: Smaugs Einöde und Der Hobbit: Die Schlacht der Fünf Heere übernahm er die Rolle des Bain. 2016 wurde er für die Rolle des jungen Ian Murray in Outlander gecastet.
John Bell lebt offen homosexuell.

## Auszeichnungen
- 2006 gewann er den Blue Peter Wettbewerb für seine Rolle in Doctor Who.
- 2010 Newport Beach Film Festival 2010 – Jury-Auszeichnung als bester Schauspieler

## Filmografie
- 2007: Doctor Who (Fernsehserie, Folge 3x11)
- 2009: A Shine of Rainbows
- 2009: Transit (Kurzfilm)
- 2009–2010: Life of Riley (Fernsehserie, 7 Folgen)
- 2010–2011: Tracy Beaker Returns (Fernsehserie, 25 Folgen)
- 2011: Hattie (Fernsehfilm)
- 2012: Zorn der Titanen (Wrath of the Titans)
- 2012: Battleship
- 2012: Hatfields & McCoys (Miniserie)
- 2013: Der Hobbit: Smaugs Einöde (The Hobbit: The Desolation of Smaug)
- 2014: Der Hobbit: Die Schlacht der Fünf Heere (The Hobbit: The Battle of the Five Armies)
- 2017: Into the Badlands (Fernsehserie, 5 Folgen)
- seit 2017: Outlander (Fernsehserie)